# William Tweed
William Magear Tweed znany także jako "Boss" Tweed (ur. 3 kwietnia 1823 w Nowym Jorku, zm. 12 kwietnia 1878 w Nowym Jorku) – amerykański polityk, "szef" Tammany Hall, machiny politycznej Demokratów w Nowym Jorku. U szczytu kariery był największym posiadaczem ziemskim w Nowym Jorku, dyrektorem Erie Railroad, Dziesiątego Banku Narodowego oraz nowojorskiej kompanii drukarskiej, a także właścicielem Hotelu Metropolitan.

## Działalność polityczna
W okresie od 4 marca 1853 do 3 marca 1855 przez jedną kadencję był przedstawicielem 5. okręgu wyborczego w stanie Nowy Jork w Izbie Reprezentantów Stanów Zjednoczonych, zaś w 1858 do rady nadzorczej hrabstwa Nowy Jork – w tymże roku został też "Wielkim Sachemem" Tammany Hall. W 1867 roku i ponownie w 1869 roku został wybrany do New York State Senate, jednak jego potęga wynikała z bycia członkiem wielu komisji oraz rad, a także władzy nad głosami ludzi skupionych wokół Tammany, którym tworzył i rozdysponowywał stanowiska pracy.
Został skazany za kradzież, jak oszacował komitet radnych, 25 do 45 milionów dolarów z rąk podatników poprzez polityczną korupcję; później szacunki te doszły do 200 milionów dolarów. Zmarł w więzieniu Ludlow Street Jail.